# دیمیتری موزرسکی
دیمیتری الکساندروویچ موزرسکی (به روسی: Дмитрий Александрович Мусэрский) (زاده ۲۹ اکتبر ۱۹۸۸ در ماکیئیفکا) بازیکن والیبال اهل روسیه، عضو تیم ملی والیبال روسیه و باشگاه سانتوری سانبردز است. موزرسکی با ۲٫۱۸ سانتی‌متر قد یکی بلندقدترین بازیکنان والیبال بعد از هم ملیتی اش ماکسیم ساپوژکوف ۲۲۰ سانتی متری و یکی از قدبلندترین بازیکنان ورزش جهان به‌شمار می‌رود.

## حرفه‌ای

### باشگاهی
موزرسکی با اصالت اکراینی والیبال حرفه‌ای خود را در سن هشت سالگی آغاز نمود. از سال ۱۹۹۶ تا ۲۰۰۵ در باشگاه جوانان خارکف حضور داشت و بعد در باشگاه جوانان لوکوموتیو بازی کرد. دیمیتری در رده بزرگسالان از سال ۲۰۰۶ تا به حال عضو تیم بلگوری بلگورود است و با این تیم به دو قهرمانی در سوپر لیگ والیبال روسیه، دو قهرمانی در جام حذفی روسیه، یک قهرمانی در جام کنفدراسیون والیبال اروپا، یک قهرمانی در لیگ قهرمانان اروپا، یک قهرمانی در جام باشگاه‌های جهان و یک قهرمانی در سوپر جام والیبال روسیه رسیده‌است. موزرسکی در سال ۲۰۱۴ و ۲۰۱۵ سومین بازیکن پردرآمد والیبال جهان از نظر مبلغ قرارداد بوده‌است.

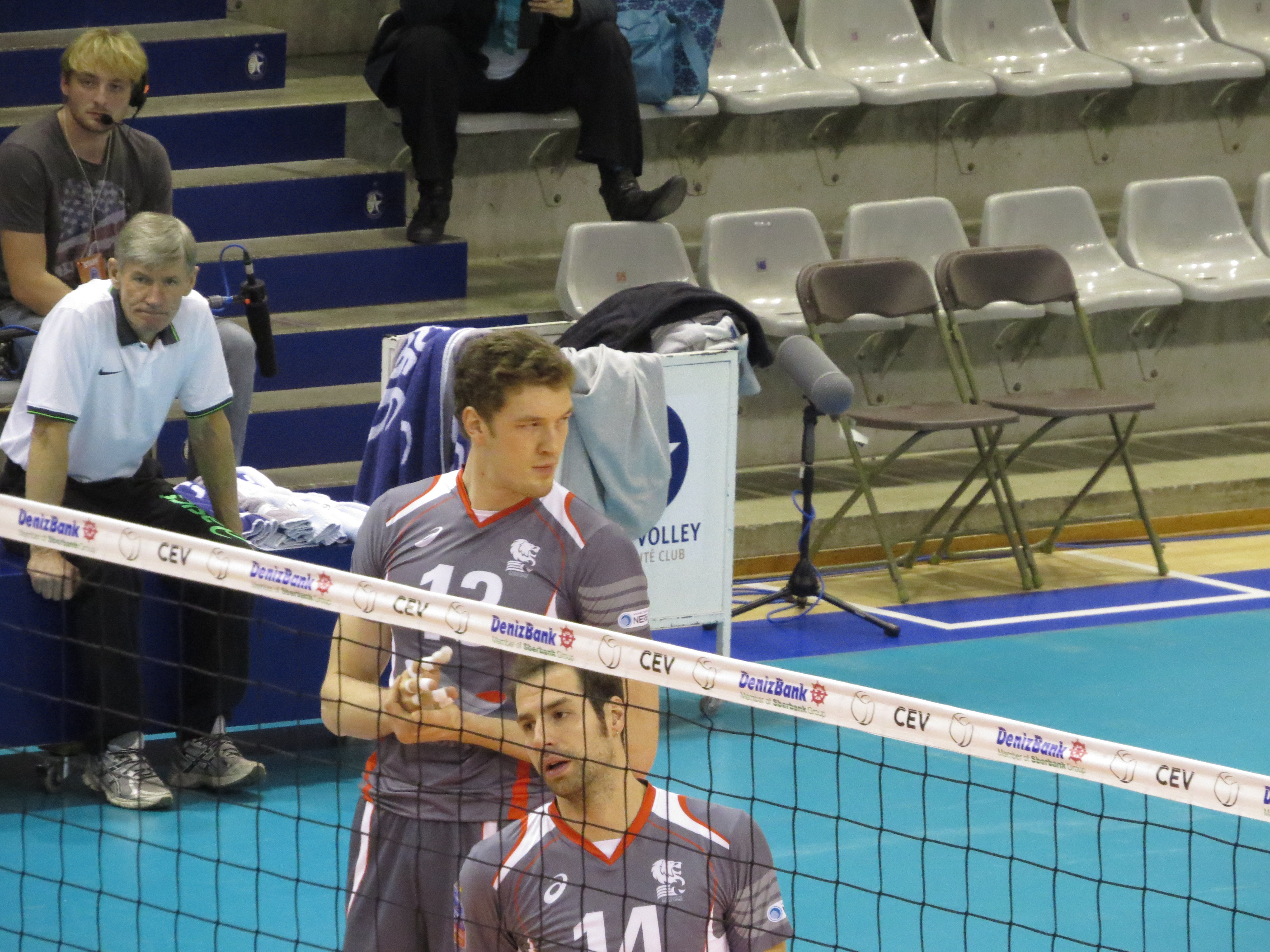
دیمتری موزرسکی و دراگان تراویتسا در سال ۲۰۱۴

### ملی
موزرسکی در سال ۲۰۱۰ به تیم ملی روسیه دعوت شد و در المپیک ۲۰۱۲ لندن، مدال طلا را کسب نمود و روسیه در فینال برزیل را شکست داد و قهرمان المپیک ۲۰۱۲ شد. در این دیدار موزرسکی با کسب ۳۱ امتیاز، امتیاز آورترین بازیکن روسیه شد. موزرسکی جوایز متعددی مانند بهترین مدافع لیگ جهانی ۲۰۱۰ را به دست آورده‌است و همچنین در سال ۲۰۱۲ به عنوان استاد برگزیده ورزشی روسیه انتخاب شد. موزرسکی با عملکرد درخشان خود توانسته‌است به یکی از بهترین مدافعان میانی والیبال اروپا تبدیل شود.

## افتخارات

### فردی
- برنده جایزه دولتی و دپارتمان روسیه ۲۰۱۲
- استاد برگزیده ورزشی روسیه ۲۰۱۲
- بهترین مدافع سوپر لیگ روسیه ۲۰۱۰
- باارزشترین بازیکن روسیه ۲۰۱۲
- برنده جایزه آندره کوزنتسوف ۲۰۱۳
- بهترین مدافع جام حذفی روسیه ۲۰۱۰
- بهترین مدافع روی تور لیگ جهانی ۲۰۱۰
- بهترین بازیکن قهرمانی اروپا ۲۰۱۳
- باارزشترین بازیکن جام بزرگ قهرمانان جهان ۲۰۱۳
- بهترین مدافع یک چهارم نهایی لیگ قهرمانان اروپا ۲۰۱۴
- باارزشترین بازیکن قهرمانی باشگاه‌های جهان ۲۰۱۴
- بهترین مدافع روی تور لیگ ملت‌ها ۲۰۱۸